# Eugène Scribe
Eugène Augustin Scribe, francoski dramatik in libretist, * 24. december 1791, Pariz, Francija, † 20. februar 1861, Pariz.
Bil je izredno plodovit ustvarjalec, saj je avtor okoli 400 dramskih in 60 opernih besedil, večinoma za t. i. veliko opero.
Leta 1834 je bil izvoljen za člana Académie française.

## Delo (izbor)

### Drame
- Kozarec vode (1842)
- Adrienne Lecouvreur (1849)

### Libreta
- Bela dama (François-Adrien Boieldieu)
- Nema deklica iz Porticija (Daniel Auber)
- Fra Diavolo (Daniel Auber)
- Siciljanske večernice (Giuseppe Verdi)
- Gustav III ali Ples v maskah (Daniel Auber)
- Robert hudič (Giacomo Meyerbeer)
- Prerok (Giacomo Meyerbeer)
- Hugenoti (Giacomo Meyerbeer)
- Židinja (Jacques Fromental Halévy)
- Afričanka (Giacomo Meyerbeer)
- Don Sebastian Portugalski (Gaetano Donizetti)
- Grof Ory (Gioacchino Rossini)

1. 1 2  data.bnf.fr: platforma za odprte podatke — 2011.
2. 1 2 3 4  Record #118612425 // Gemeinsame Normdatei — 2012—2016.
3. 1 2  Archivio Storico Ricordi — 1808.
4. ↑  Nacionalna zbirka normativnih podatkov Češke republike